# 库德 (多姆山省)
库德（法語：Coudes，法語發音：[kud]）是法国多姆山省的一个市镇，位于该省南部，属于伊苏瓦尔区。

## 地理
库德（45°36'53"N, 3°12'29"E）面积4.66 平方千米，位于法国奥弗涅-罗讷-阿尔卑斯大区多姆山省，该省份为法国中南部省份，北起阿列省接壤，东临卢瓦尔省，南至上盧瓦爾省和康塔爾省，西接科雷兹省和克勒兹省。
与库德接壤的市镇（或旧市镇、城区）包括：帕朗、蒙佩鲁、内斯谢尔、普洛扎、索瓦尼亚圣马尔特、伊龙德和比龙。

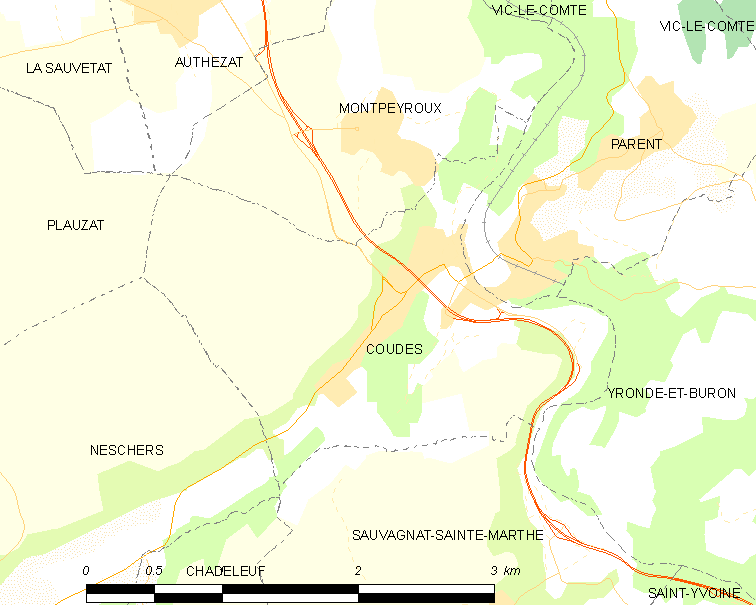
的OSM定位图

库德的时区为UTC+01:00、UTC+02:00（夏令时）。

## 行政
库德的邮政编码为63114，INSEE市镇编码为63121。

## 政治
库德所属的省级选区为维克勒孔特县。

## 人口

1962-2008年间人口变化图示

库德于2022年1月1日时的人口数量为1241人。